# Nawaf Al-Abed
Nawaf Al Abed  (arab. نواف العابد, ur. 26 stycznia 1990 w Rijadzie) – saudyjski piłkarz, reprezentant Arabii Saudyjskiej.

## Kariera klubowa
Od 2005 roku grał jako junior w Al-Hilal, a od 2008 jako senior. W dniu 7 listopada 2009 roku zdobył być może najszybszą bramkę w historii futbolu zawodowego. Dwie sekundy od rozpoczęcia meczu z Al Shoalah zauważył bramkarza z pozycji i skierował piłkę nad nim do bramki. Niestety, po sprawdzeniu, cała gra została uznana za nieważną, ponieważ zespół miał sześciu graczy w wieku powyżej 23 lat na boisku w drugiej połowie. Nawaf Al Abed obecnie gra w pierwszym zespole i miał wiele dobrych występów, jak z Al Ittihad, jest także bardzo wszechstronny, może grać na skrzydle lub jako drugi napastnik.